# Leucopogon crassiflorus
Leucopogon crassiflorus är en ljungväxtart som beskrevs av Ferdinand von Mueller. Leucopogon crassiflorus ingår i släktet Leucopogon och familjen ljungväxter. Inga underarter finns listade i Catalogue of Life.